# Hariharpur
Hariharpur là một thị xã và là một nagar panchayat của quận Sant Kabir Nagar thuộc bang Uttar Pradesh, Ấn Độ.

## Nhân khẩu
Theo điều tra dân số năm 2001 của Ấn Độ, Hariharpur có dân số 9257 người. Phái nam chiếm 51% tổng số dân và phái nữ chiếm 49%. Hariharpur có tỷ lệ 47% biết đọc biết viết, thấp hơn tỷ lệ trung bình toàn quốc là 59,5%: tỷ lệ cho phái nam là 59%, và tỷ lệ cho phái nữ là 35%. Tại Hariharpur, 19% dân số nhỏ hơn 6 tuổi.